# 2022年名護市長選挙
2022年名護市長選挙（2022ねんなごしちょうせんきょ）は、日本の地方自治体である名護市の執行機関である名護市長を選出するため2022年（令和4年）1月16日に告示され、1月23日に投開票された選挙である。

## 概要
現職市長である渡具知武豊の任期満了に伴い執行される。2022年は沖縄県内で参院選や県知事選等の重要選挙が相次ぐ「選挙イヤー」となっており、本選挙と同日投票の南城市市長選はその初戦となる。

## 基礎データ
- 選挙事由：任期満了
- 告示日：2022年1月16日
- 投票日：2022年1月23日

## 立候補者
（届け出順）
| 候補者名                       | 年齢 | 党派   | 現新 | 肩書             | 公式サイト                      |
| ------------------------------ | ---- | ------ | ---- | ---------------- | ------------------------------- |
| 岸本洋平 （きしもと ようへい） | 49   | 無所属 | 新   | 前名護市議会議員 | 名護市議会議員 岸本洋平         |
| 渡具知武豊 （とぐち たけとよ） | 60   | 無所属 | 現   | 名護市長（現職） | とぐち武豊 - もっと輝く名護市へ |

## タイムライン
2021年
- 5月20日 - 名護市議会の市政与党会派が渡具知に出馬を要請[6]。
- 6月15日 - 渡具知が市議会本会議で出馬を表明[7]。
- 8月2日 - 名護市選挙管理委員会が選挙日程を決定[8]。
- 8月9日 - 名護市議会の市政野党議員・市民団体が岸本に出馬を要請[9]。
- 8月17日 - 岸本が会見で出馬を表明[10]。
- 8月28日 - 沖縄社会大衆党が岸本の推薦を決定[11]。
- 8月29日 - 社会民主党沖縄県連合が同日までに岸本の推薦を決定[11]。
- 9月13日 - 政治団体「新しい風・にぬふぁぶし」が同日までに岸本の推薦を決定[12]。
- 9月18日 - 立憲民主党沖縄県総支部連合会が岸本の推薦を決定[13]。
- 12月3日 - 自由民主党沖縄県連が渡具知の推薦を決定[14]。
- 12月6日 - 日本共産党沖縄県委員会が同日までに岸本の推薦を決定[15]。
- 12月9日 - 公明党沖縄県本部が渡具知の推薦を決定[16]。
- 12月24日 - れいわ新選組が同日までに岸本の推薦を決定[17]。

2022年
- 1月16日 - 告示。岸本は立候補に伴い名護市議会議員を自動失職（退職）した。
- 1月23日 - 投開票。

## 選挙結果
各候補の得票率
現職の渡具知が野党各党の推薦を受けた岸本を破り再選を果たした。
開票結果は下記の通り。
※当日有権者数：49,959人 最終投票率：68.32%（前回比：-8.6pts）
| 候補者名   | 年齢 | 所属党派 | 新旧別 | 得票数   | 得票率 | 推薦・支持                                           |
| ---------- | ---- | -------- | ------ | -------- | ------ | ---------------------------------------------------- |
| 渡具知武豊 | 60   | 無所属   | 現     | 19,524票 | 57.49% | （推薦）自民・公明                                   |
| 岸本洋平   | 49   | 無所属   | 新     | 14,439票 | 42.51% | （推薦）立憲・共産・社民・にぬふぁぶし・社大・れいわ |